# Pinara metaphaea
Pinara metaphaea là một loài bướm đêm thuộc họ Lasiocampidae. Nó được tìm thấy ở south-Đông Úc, bao gồm New South Wales và Victoria.

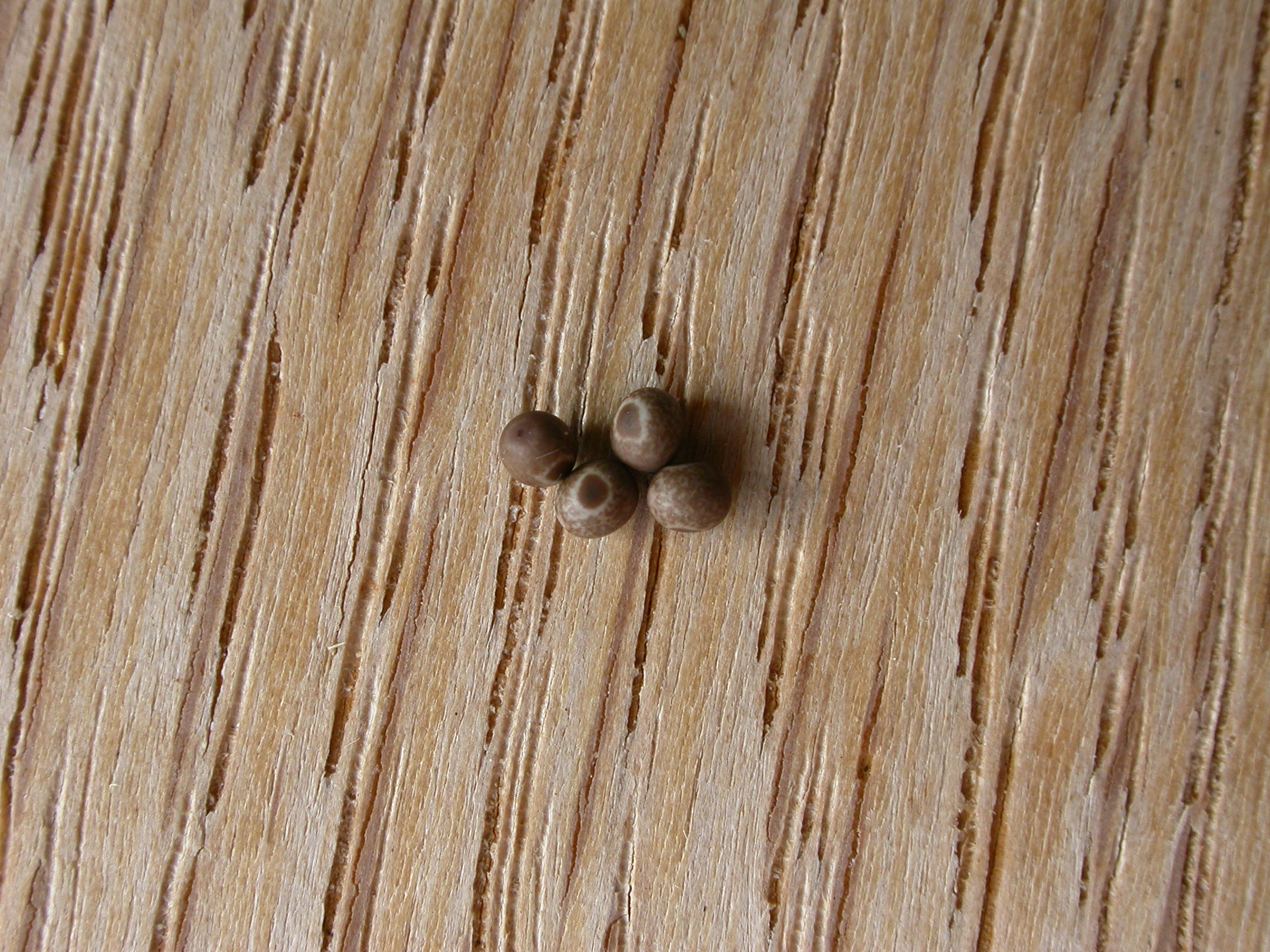
Eggs

Sải cánh dài khoảng 40 mm đối với con đực và khoảng 60 mm đối với con cái.
Ấu trùng ăn lá loài Eucalyptus.